# جزیره ساتن
جزیره ساتن یک رمان منتشر شده در سال ۲۰۱۵ است که توسط تام مک‌کارتی نوشته شده‌است. این کتاب چهارمین رمان و کتاب پنجم مک‌کارتی است.
این رمان با استقبال خوبی روبرو شد. دانکن وایت، با نویسندگی برای تلگراف، نتیجه‌گیری این رمان را ستود.